# 웨이게오쿠스쿠스
웨이게오쿠스쿠스(Spilocuscus papuensis)는 쿠스쿠스과에 속하는 유대류의 일종이다. 인도네시아 웨이게오 섬에서 발견된다. 얼룩쿠스쿠스속에 속하는 다른 쿠스쿠스와 달리 암수 모두 희끄무레한 색에 검은 반점을 갖고 있다. 상당한 흔하지만, 작은 분포 지역에서 서식하고 서식지 감소와 과도한 사냥때문에 멸종취약종으로 분류되고 있다.